# Gene targeting

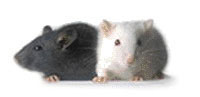
Due topi knockout

Si definisce gene targeting (dall'inglese bersagliamento di un gene) una tecnica biotecnologica che si serve della ricombinazione omologa (processo ubiquitario che avviene grazie all'azione di ricombinasi endogene presenti nelle cellule) per modificare un gene. Questa metodica, messa a punto dal biologo italoamericano Mario Capecchi (premio Nobel per la medicina nel 2007, insieme ai colleghi Martin Evans e Oliver Smithies), permette di cancellare il gene, rimuoverne esoni o introdurvi mutazioni puntiformi. 
Tali modificazioni possono essere permanenti o condizionali, sia su base temporale (il gene viene espresso in modo differente a seconda della specifica fase di sviluppo dell'organismo) che spaziale (il gene viene espresso in tessuti specifici). La gene targeting richiede la creazione di uno specifico vettore, specifico per ogni gene di interesse. Si tratta in ogni caso di una metodica molto versatile, poiché può essere utilizzata per qualsiasi tipo di gene, indipendentemente dall'espressione del gene stesso.
Il gene targeting permette di studiare un gene, analizzando in vivo gli eventi biologici che si sviluppano in caso di assenza o mutazione a carico del gene stesso. L'applicazione di questa tecnica ha avuto e continua ad avere un grande successo in diversi campi della ricerca biomedica.

## La metodica
Le metodiche per la realizzazione di un gene targeting variano a seconda dell'organismo utilizzato. Il gene targeting su Mus musculus (il comune topo), ad esempio, segue generalmente i seguenti passaggi:
1. Realizzazione a partire da batteri di un costrutto di DNA da bersagliare. Il vettore così ottenuto contiene solitamente parte del gene target (che può essere anche mutato o deleto) affiancato da una cassetta di selezione positiva, come ad esempio la cassetta Neo per la resistenza al G418, (geneticina, antibiotico aminoglicosidico simile alla gentamicina), composto tossico per le cellule. Il gene e la cassetta di selezione sono fiancheggiati da due sequenze omologhe a quelle fiancheggianti il gene da inattivare, in modo da permettere la ricombinazione omologa. Infine il vettore contiene solitamente una o due cassette per la selezione negativa, come ad esempio quelle per la Timidino-chinasi di Herpes Virus. La Tk virale converte il Gancyclovir in un composto tossico per la cellula e la selezione negativa per queste cassette permette di individuare le cellule che hanno effettuato ricombinazione non omologa. Le cassette di selezione sono sotto il controllo di promotori virali molto forti, come ad esempio quelli di SV40 o Cytomegalovirus, permettendo un alto livello di espressione dei geni per la selezione.
2. Inserimento di questo costrutto all'interno di cellule staminali embrionali di topo in coltura. Le cellule staminali embrionali pluripotenti vengono prelevate da una blastocisti di topo e fatte crescere su uno strato di fibroblasti. Questi sono sottoposti a radiazioni in modo da danneggiare le cellule senza causare la loro letalità, permettendo la produzione da parte dei fibroblasti, vitali ma non in divisione, di fattori trofici necessari per la crescita delle staminali. Le cellule staminali formano così delle colonie che vengono però mantenute nello stadio indifferenziato e trasfettate con il vettore tramite elettroporazione o uso di sali di calcio-fosfato.
3. Selezione delle cellule che presentano un inserimento corretto, e loro iniezione all'interno di una blastocisti di topo. Questa viene impiantata in una femmina pseudogravida.
4. In caso di colonizzazione da parte delle staminali della cresta uro-genitale, nascita dei topi chimera, con corredo genetico modificato e loro selezione tramite il colore del pelo. I topi chimera vengono poi fatti incrociare con dei wild type per ottenere gli eterozigoti.